# Xanthorhoe corcularia
Xanthorhoe corcularia là một loài bướm đêm trong họ Geometridae.